# Sam Rivers
Samuel Carthorne Rivers (25. září 1923 Enid, Oklahoma, USA – 26. prosince 2011 Orlando, Florida, USA) byl americký jazzový hudebník a skladatel. Spolupracoval s celou řadou jazzových hudebníků, mezi které patří i Quincy Jones, Miles Davis nebo Herbie Hancock.